# Poecilopsis cretschmari
Poecilopsis cretschmari är en fjärilsart som beskrevs av Harrison. Poecilopsis cretschmari ingår i släktet Poecilopsis och familjen mätare. Inga underarter finns listade i Catalogue of Life.